# Caspar Friedrich Wolff
Caspar Friedrich Wolff, född 18 januari 1734 i Berlin, död 22 februari 1794 i Sankt Petersburg, var en tysk fysiolog.
Wolff blev medicine doktor i Halle an der Saale 1759 på avhandlingen Theoria generationis (ny upplaga 1774; tysk bearbetning 1764: Theorie von der Generation), ett uppseendeväckande arbete, dels genom hans teori om "epigenesis" i strid med den då rådande evolutionsläran, dels därför, att han var den förste efter Nehemiah Grew och Marcello Malpighi som återupptog undersökningar av växters (särskilt blads och blommors) cellbyggnad, vävnadernas uppkomst och organens successiva utveckling (genom tillväxtpunktens undersökning). 
År 1761 anställdes han som läkare vid ett fältlasarett i Breslau och föreläste där i anatomi. Efter sjuåriga krigets slut återvände han 1763 till Berlin och sysselsatte sig där flitigt med studier i utvecklingshistorien, vilkas resultat han publicerade i "Theorie von der Generation". Han föreläste en tid medicin och sedan fysiologi i Berlin, men sedan han förbigåtts vid tillsättningen av en professur där, antog han kallelsen till akademiker i Sankt Petersburg (1769) och fortsatte där sina arbeten över utvecklingshistorien och gjorde mycket omfattande undersökningar över hjärtats byggnad. 
Wolffs skrifter utgör grundvalen till vår nuvarande kunskap i utvecklingshistorien, och man kan även påstå, att de innehåller grunden till histologin. Han insåg att djurkroppens olika delar helt småningom utbildar sig ur likformiga små blåsor och kulor. I sina arbeten uppträdde han avgjort emot preformationsläran, hävdade teorin om epigenes och grundlade den rätta uppfattningen om en under fostrets utveckling småningom skeende förändring av kroppens organ.